# Науково-технічна бібліотека Тернопільського національного технічного університету імені Івана Пулюя
Науко́во-техні́чна бібліоте́ка Терно́пільського націона́льного техні́чного університе́ту і́мені Іва́на Пулюя́ — навчальний, науковий, інформаційний та культурно-просвітницький структурний підрозділ Тернопільського національного технічного університету імені Івана Пулюя, який забезпечує літературою та інформацією навчально-виховний та науково-дослідницький процес університету.
Заснована 1962 як бібліотека загальнотехнічного факультету Львівського політехнічного інституту, від 1964 — бібліотека філіалу цього інституту, від 1991 — бібліотека Тернопільського приладобудівного інституту, від 1996 — бібліотека Тернопільського державного технічного університету імені Івана Пулюя, від 2010 — сучасна назва.

## Структура бібліотеки
У бібліотеці працюють відділи: абонементи, читальний зал, електронний читальний зал, комплектування та наукової обробки літератури, довідково-бібліографічного обслуговування та періодики, інформаційних технологій та комп'ютерного забезпечення.

## Фонди бібліотеки
Фонд бібліотеки багатогалузевий, комплектується відповідно до профілю університету літературою з технології машинобудування, обчислювальної техніки, верстатів і інструментів, електротехніки, матеріалознавства, автоматизації виробництва, комп'ютерних наук, економіки, організації планування, математики, фізики, хімії, будівельної механіки, зварювання, стандартизації тощо.

## Обслуговування користувачів
Бібліотека забезпечує основними бібліотечними послугами студентів, аспірантів, професорсько-викладацький склад, наукових працівників, співробітників Тернопільського національного технічного університету імені Івана Пулюя. У бібліотеці діє єдиний читацький квиток.

## Діяльність
Бібліотека продовжує підтримувати її традиційну роль у забезпеченні читачів книгами та іншими друкованими матеріалами, та робить доступними Інтернет-ресурси та електронні матеріали, щоб допомогти користувачам у задоволенні інформаційних потреб. З 1998 року одним із напрямів у роботі бібліотеки стає автоматизація роботи бібліотеки. За допомоги університету для внесення біб-записів та ЕК було розроблене власне ПЗ. З 2005 року використовується програмне забезпечення УФД/Бібліотека, а з 2012 року ЕК також доступний на базі відкритого ПЗ АБІС Koha. Весь фонд бібліотеки внесений до електронного каталогу, що забезпечує пошук літератури по назві книги, прізвищу автора, видавництву, анотації, авторському знаку та УДК. У 2011 році бібліотека університету стала членом Міжнародної асоціації науково-технічних бібліотек університетів (IATUL). Тернопільський національний технічний університет імені Івана Пулюя приєднався до проекту ELibUkr «Електронна бібліотека України». Реалізація проекту дасть можливість забезпечувати, підтримувати та вдосконалювати інформаційну базу, необхідну для навчальної та науково-дослідницької роботи учених і фахівців університету та відповідні механізми обміну інформацією з метою інтеграції українських науковців до міжнародної світової академічної спільноти. У 2013 році завдяки участі у проекті ELibUkr бібліотека отримала доступ до електронних ресурсів відомих комерційних видавництв Blackwell, Elsevier Science, Harcourt Worldwide Group STM, Wolters Kluwer International Health & Science, Springer Verlag, John Wiley та ін. на основі інформаційної платформи ARDI (Access to Research for Development and Innovation).

## Інституційний репозитарійELARTU
У 2008 році створено інституційний репозитарій ELARTU на відкритому програмному забезпеченні DSpace. Мета репозитарію — накопичення, збереження та забезпечення довготривалого та надійного відкритого доступу до результатів наукових досліджень, що проводяться у Тернопільському національному технічному університеті імені Івана Пулюя. Новостворений фонд Івана Пулюя у репозитарії дозволяє зберігати, вивчати та популяризувати наукову спадщину великого українського фізика, ім’я якого носить Університет. Згідно з рейтингом Webometrics (за 2022 рік) інституційний репозитарій ELARTU займає 5 місце серед українських інституційних репозитаріїв та 125 місце серед репозитаріїв світу.